# Jardin du parc
Le Jardin du Parc est un jardin à l’anglaise situé au cœur de la ville de Vitré, dans le département d'Ille-et-Vilaine.
Le parc a été créé en 1867 par l’architecte français Georges Aumont et est référencé par le Comité des Parcs et Jardins de France.

## Géographie
Le jardin des plantes de Vitré  s'étend sur 7 ha à une altitude de 100 m environ. Il s’est construit sur un ruisseau, rendant possible la création de l’étang, au cœur du parc.

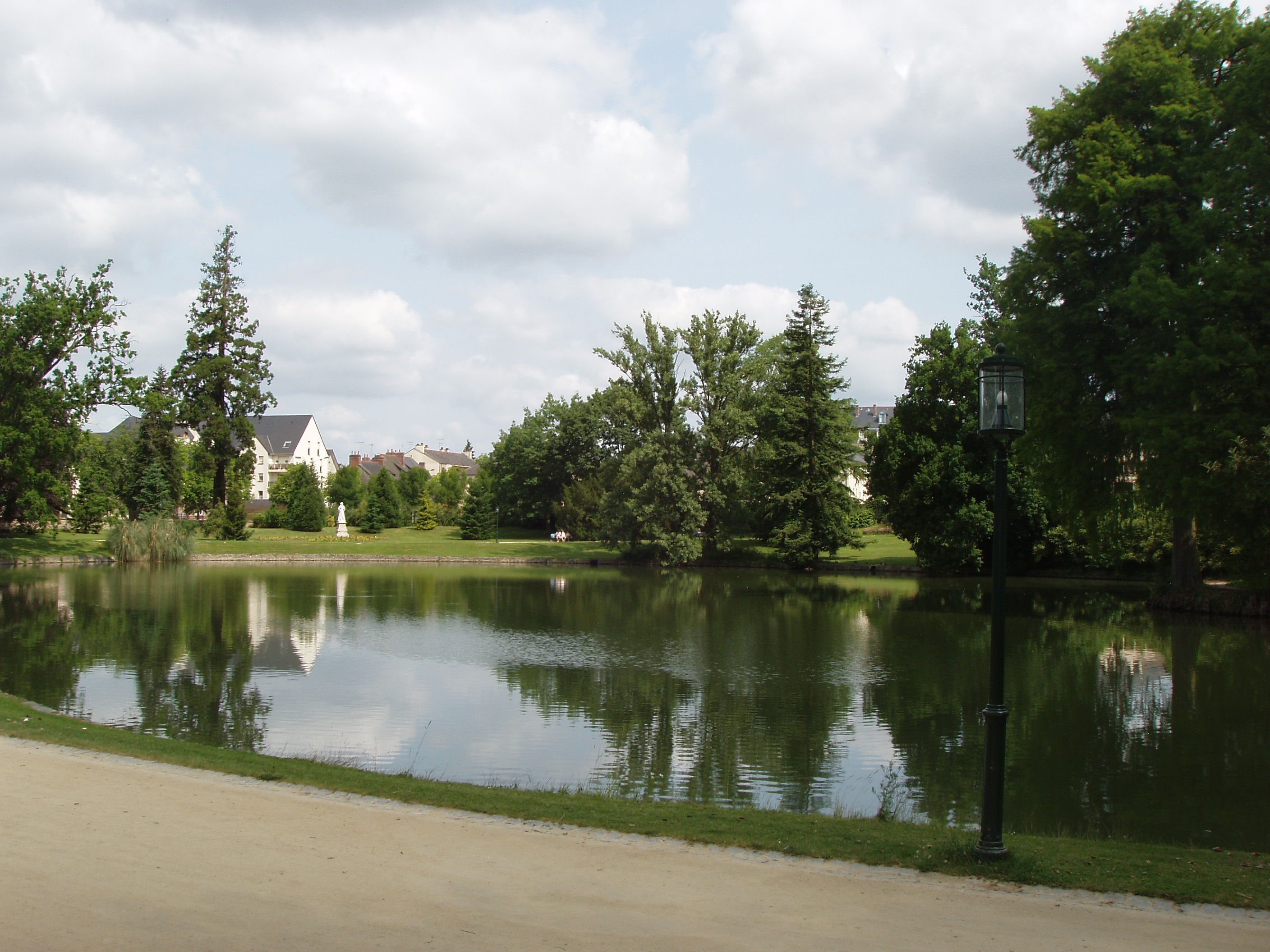
Etang du Parc de Vitré
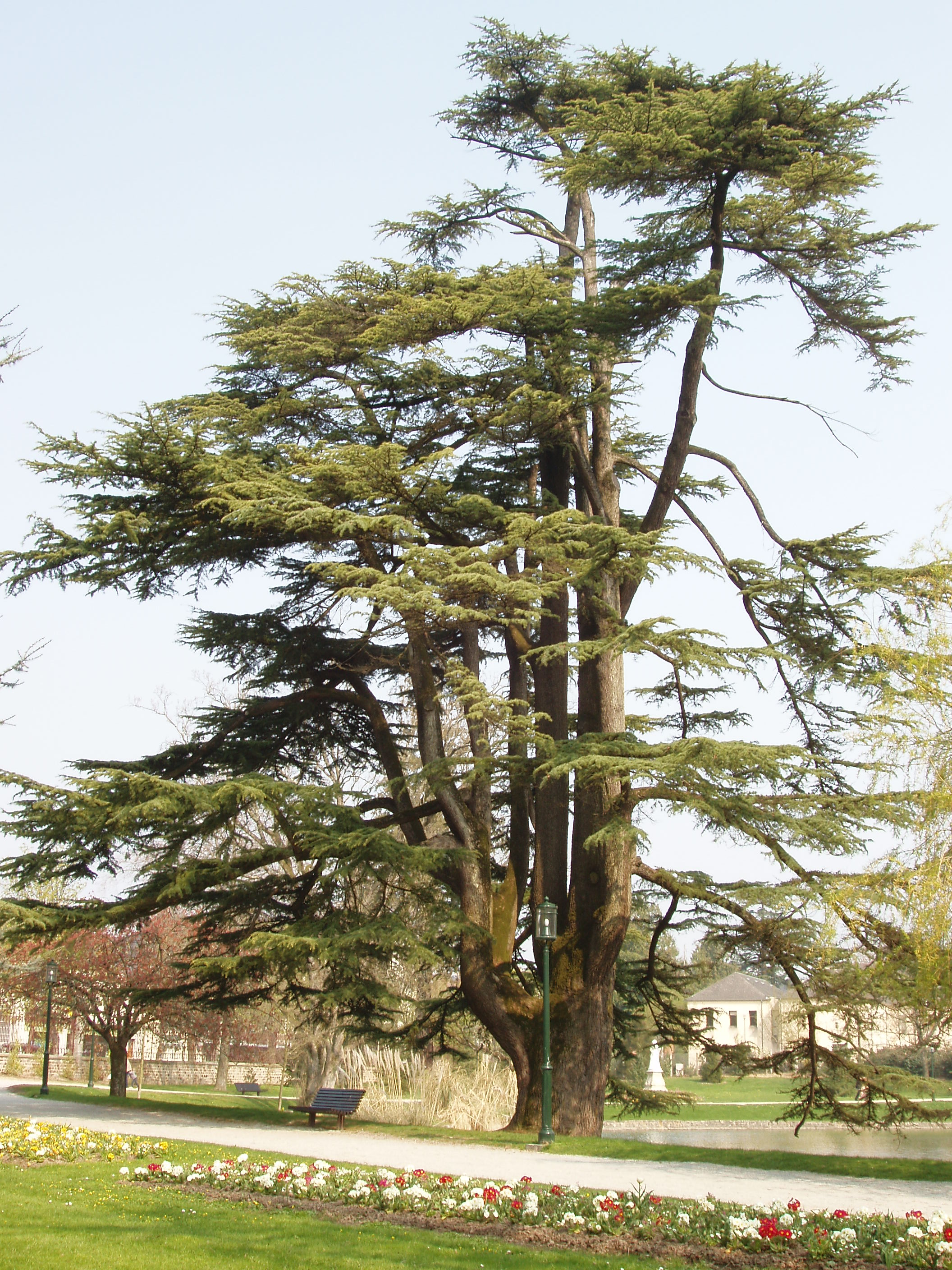
Cèdre du Liban au Jardin du Parc de Vitré
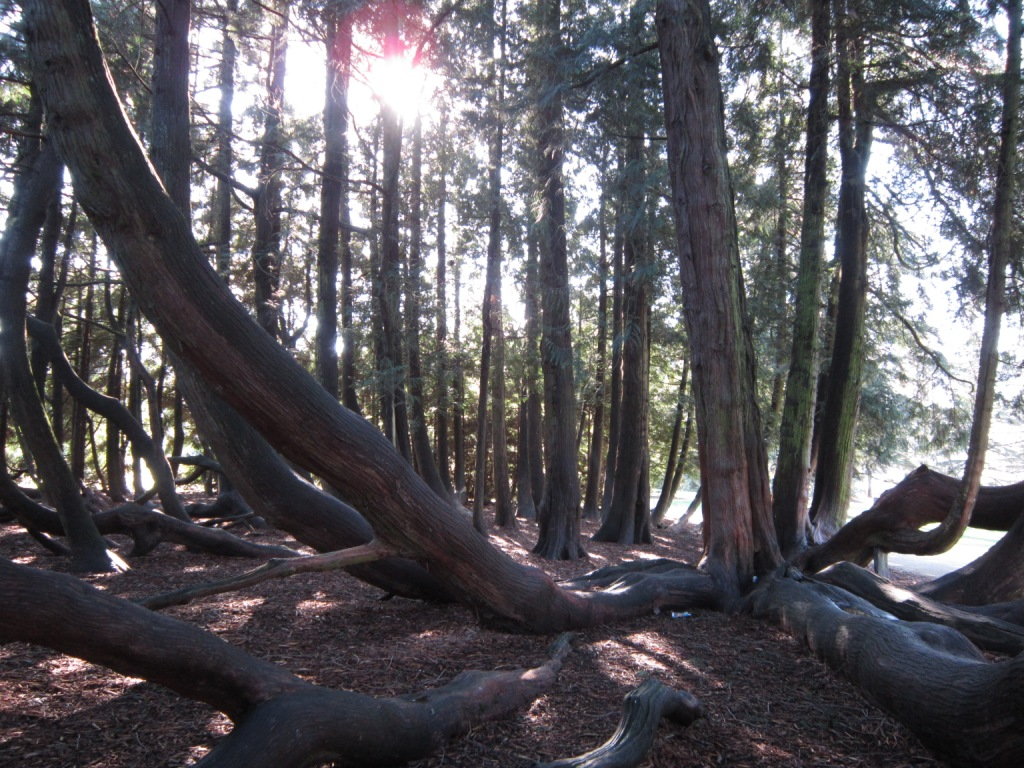
Thuya géant Vitré

## Histoire
Le terrain aurait été acquis par la Ville de Vitré en 1867 à la veuve du duc de la Trémoille, Charles-Bretagne-Marie de la Trémoille et constitue une partie du parc du château Marie.

## Les équipements
Le Jardin du parc comprend notamment :
- une glacière, datant du XVIIe siècle[3], dont le puits intérieur permettait de conserver la glace naturellement.
- un kiosque à musique,en 1897[4], destiné à l'Harmonie municipale ainsi qu'à la musique du 70e régiment d'infanterie. Il présente la particularité d'être en forme de décagone
- un pluviomètre en 1885[5],
- une volière en 1907,
- un enclos à daims datant de  1887
- une statue de Madame de Sévigné en 1911
- un jardin de plantes aromatiques, comestibles et médicinales

Et différents jeux pour enfants sont disponibles.

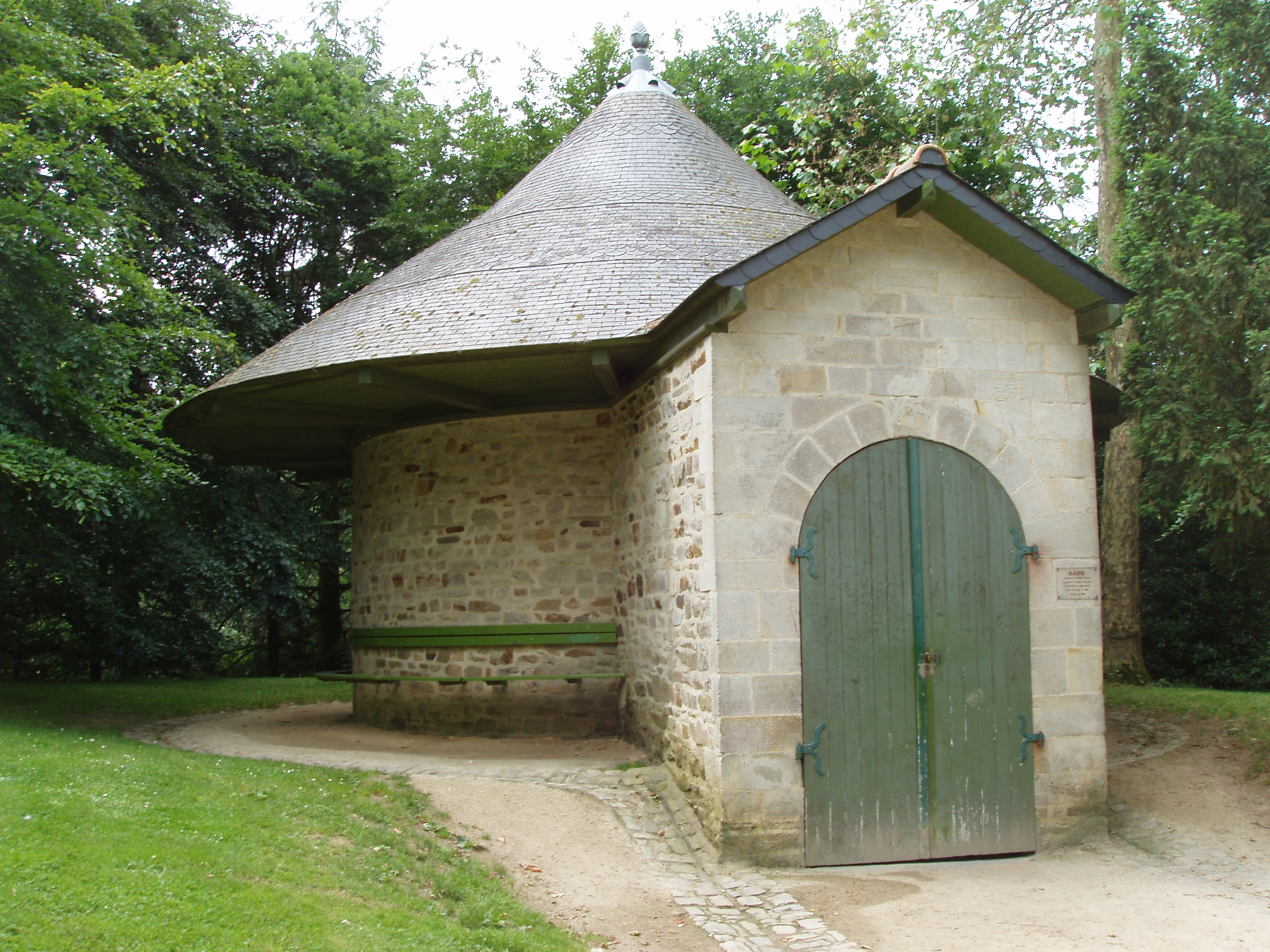
Glacière
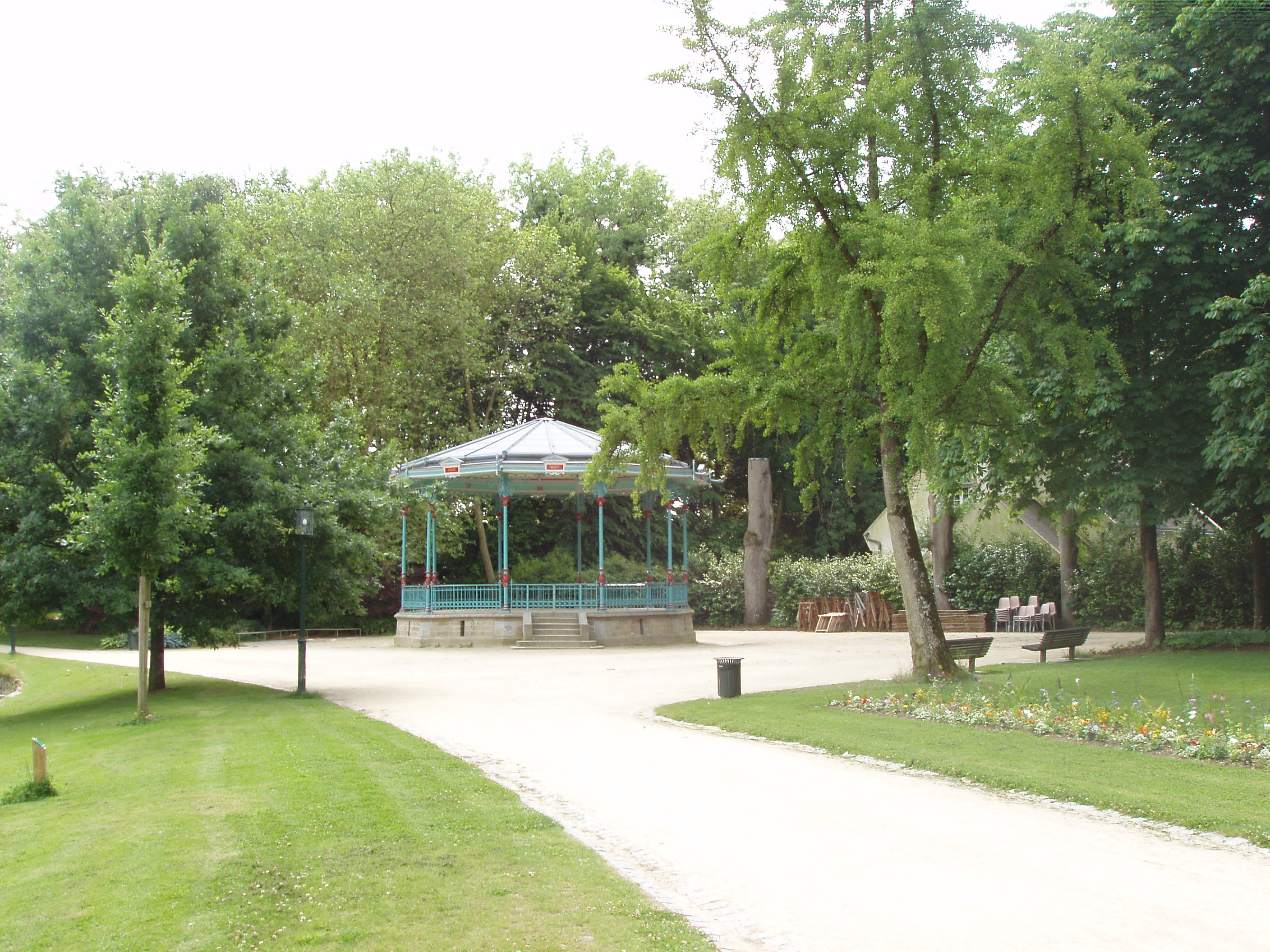
Kiosque à musique
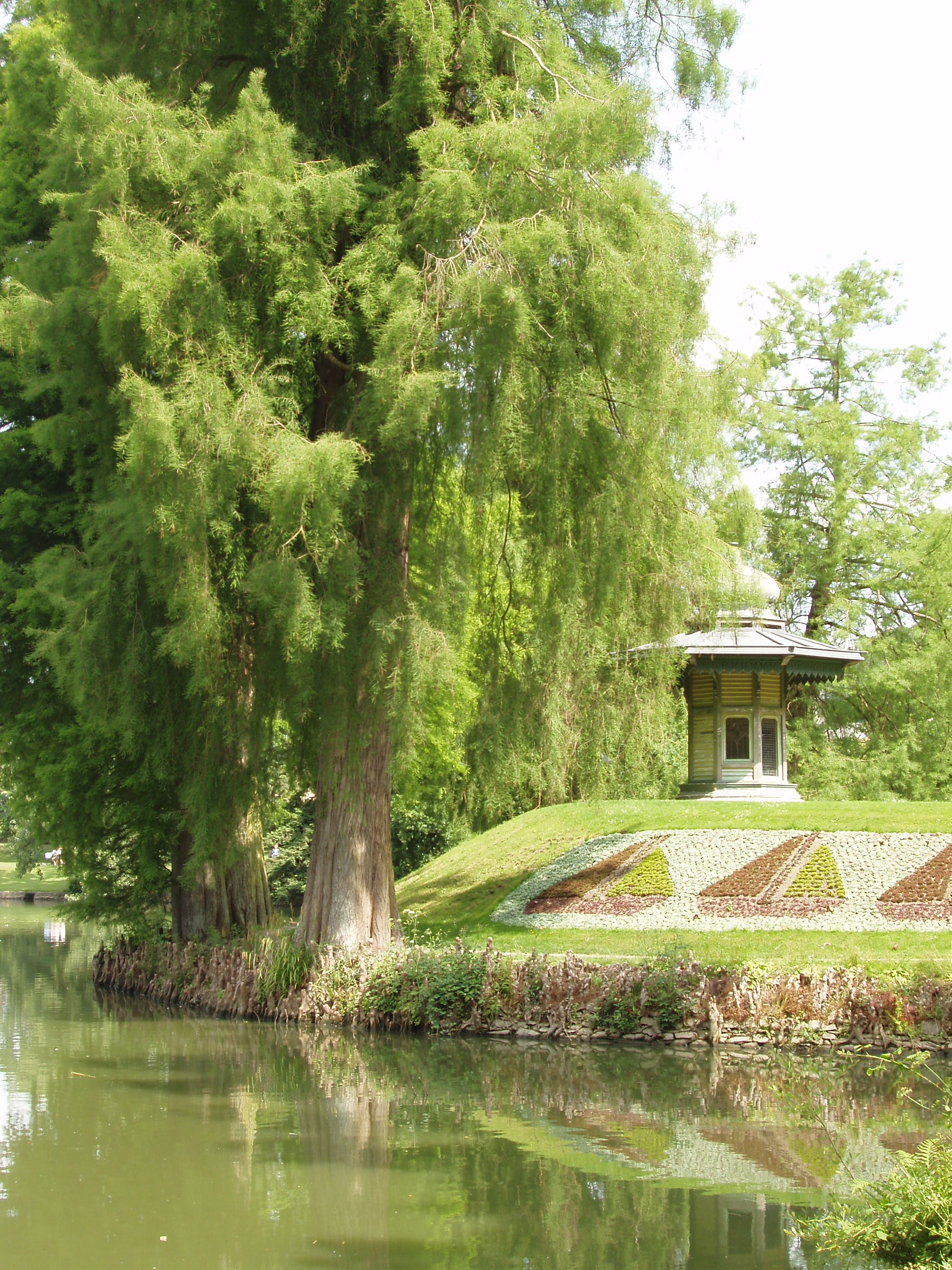
Pluviomètre
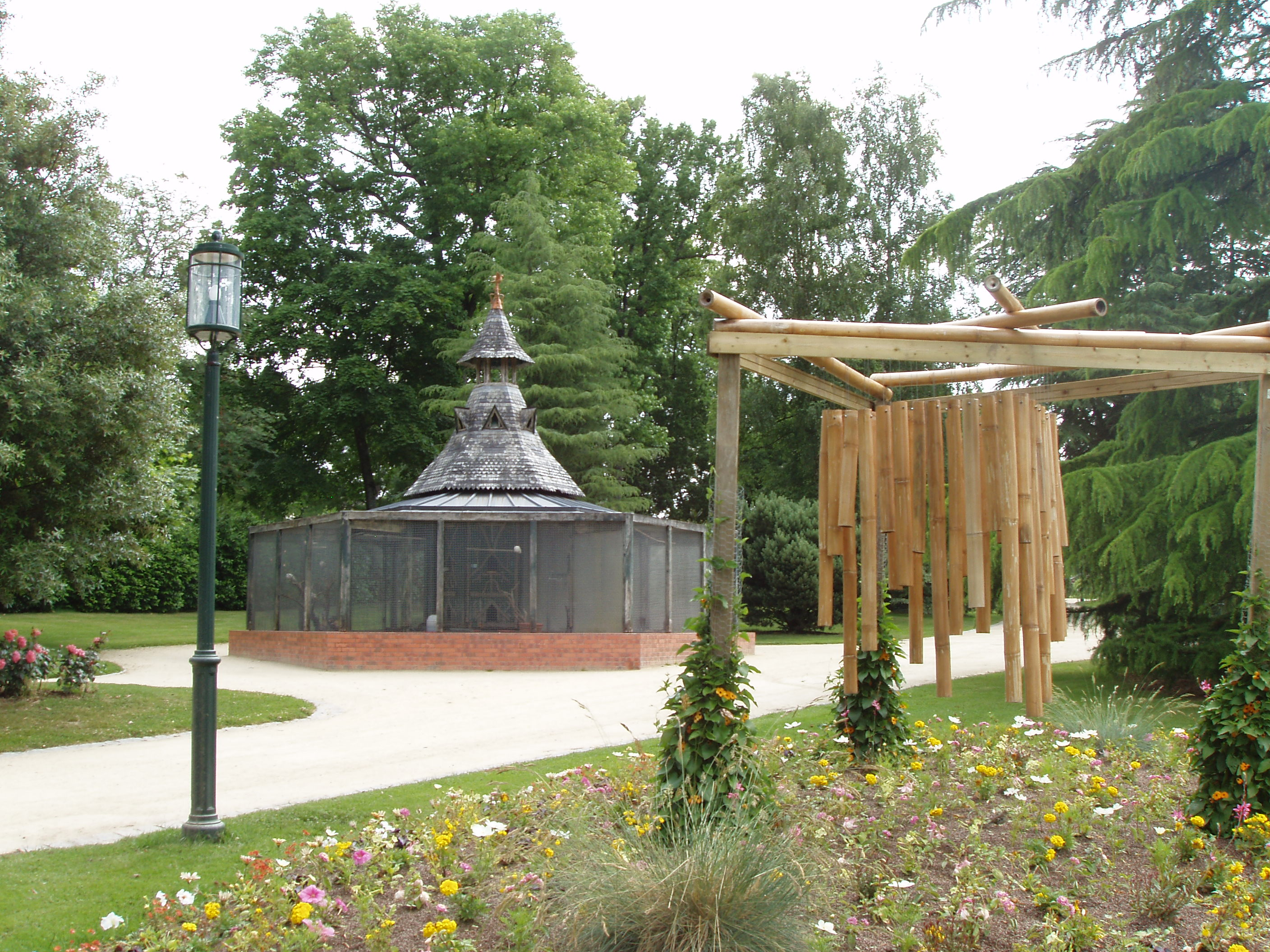
Volière
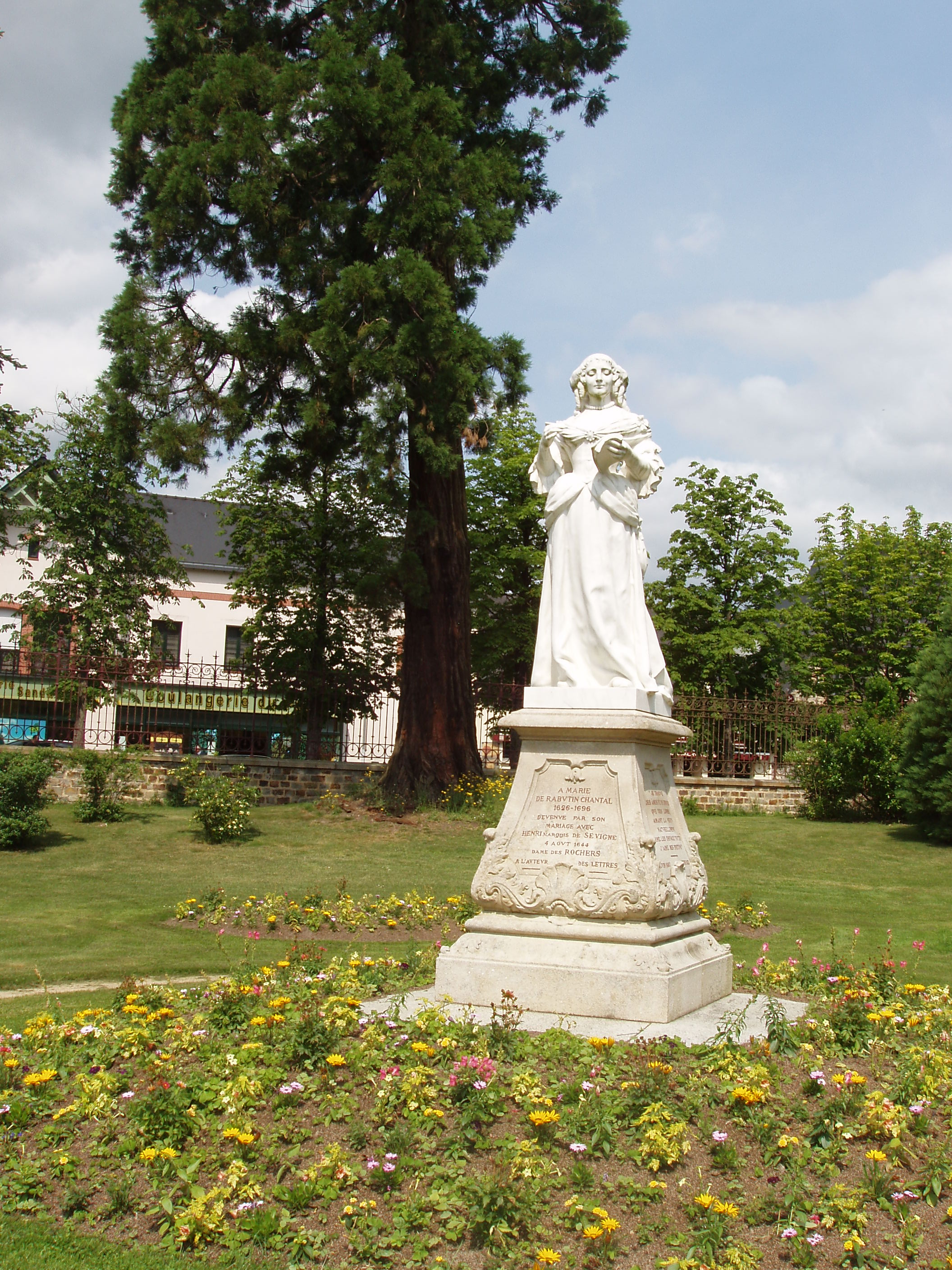
Statut de Madame de Sévigné
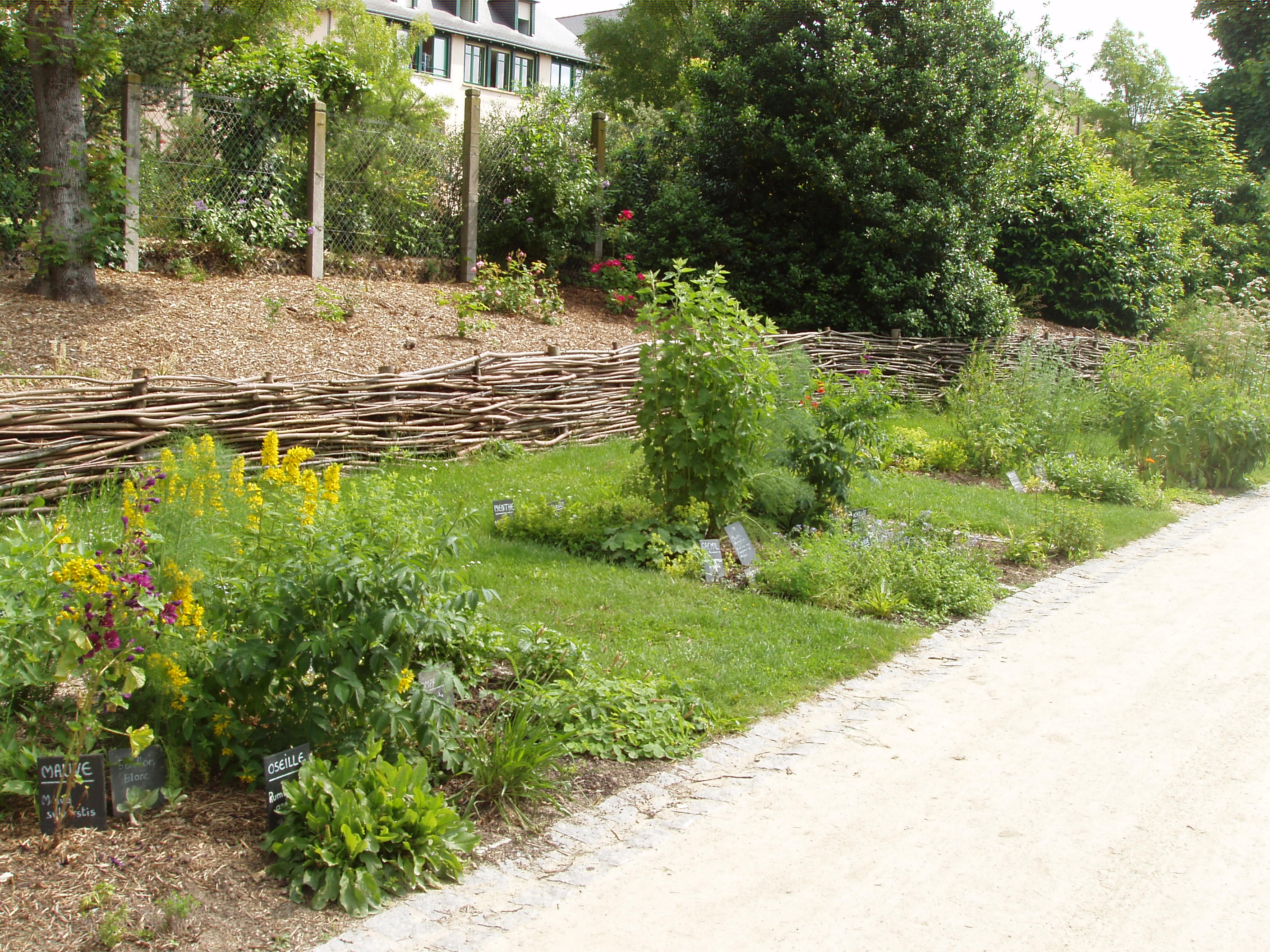
Carrés de plantes aromatiques et médicinales

## Flore
Ce parc contient des plantations très variées, dont notamment un ginkgo biloba, un cèdre du Liban, un cèdre de l'Atlas, un cèdre de l'Himalaya, un tulipier de Virginie, un chêne vert, un metasequoia, des cyprès chauve avec leurs pneumatophores et un thuya géant (44 m  de diamètre), figurant à l’inventaire des arbres remarquables de Bretagne et à la liste des arbres remarquables de France depuis 2012.

## Faune
Le parc est peuplé de nombreuses espèces d'oiseaux. Certaines communes comme : corneilles, moineaux, pigeons ramiers et pigeons des villes, étourneaux, pies, grives, geais, pouillots véloces,  merles, mésanges charbonnières, mésanges bleues, verdiers, pinsons, rougegorges, mésanges à longue queue, grimpereaux, pics verts, roitelets, sittelles torchepot, troglodytes, fauvette à tête noire et accenteurs. Les chouettes hulottes et chouettes effraies fréquentent le parc la nuit.
Au printemps les martinets ou gobemouches les rejoignent, ainsi que les hirondelles de fenêtre qui nichent sur l’ancienne caserne de la Trémoïlle. 
Sur l’étang on trouve : poules d'eau, canards colverts.

## Labellisation
En 2012, le Jardin du Parc a été un des premiers parcs de France à décrocher le label Eco-Jardin, labellisant les espaces verts écologiques.

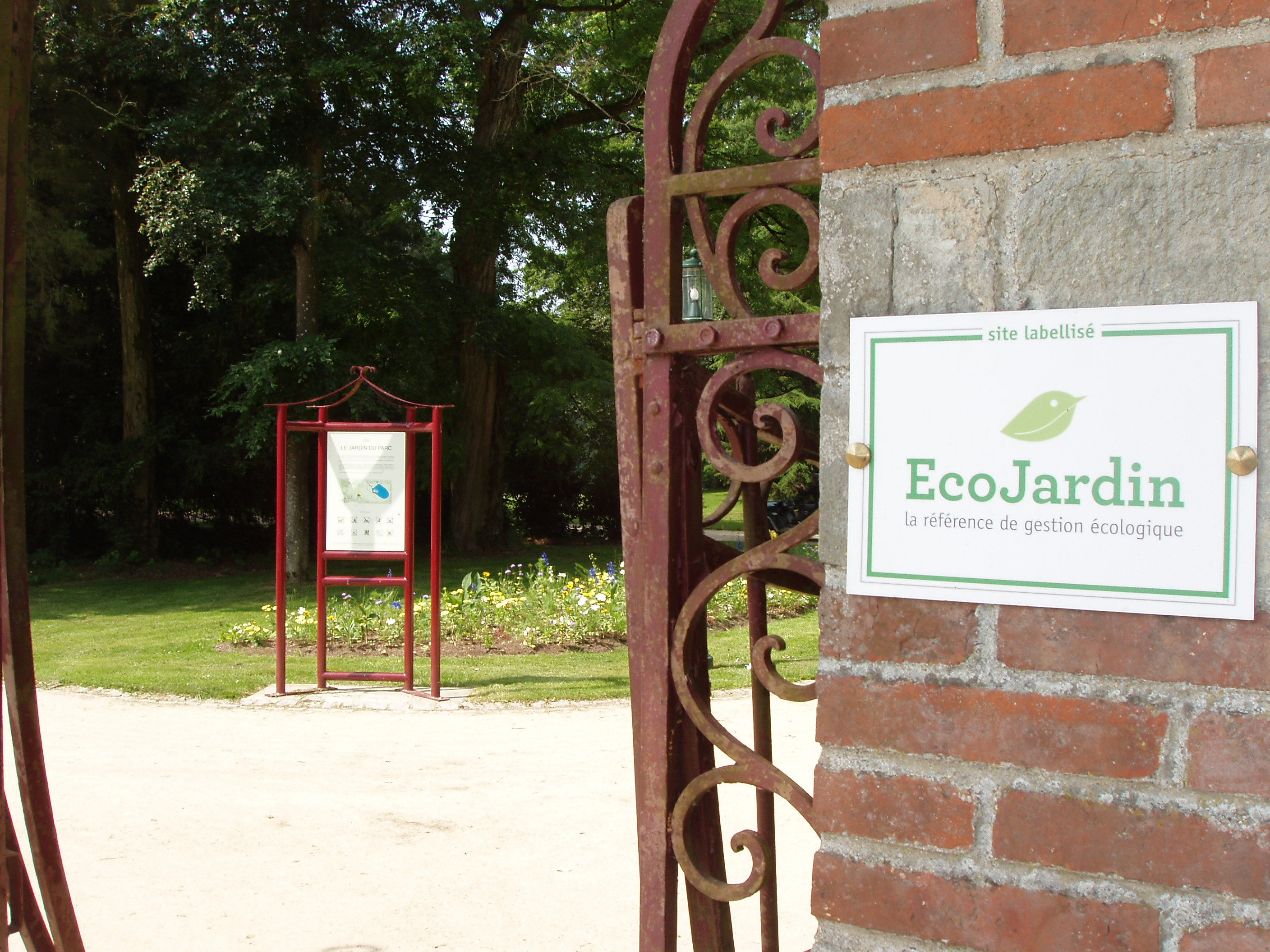
Panneau de labellisation Eco-Jardin
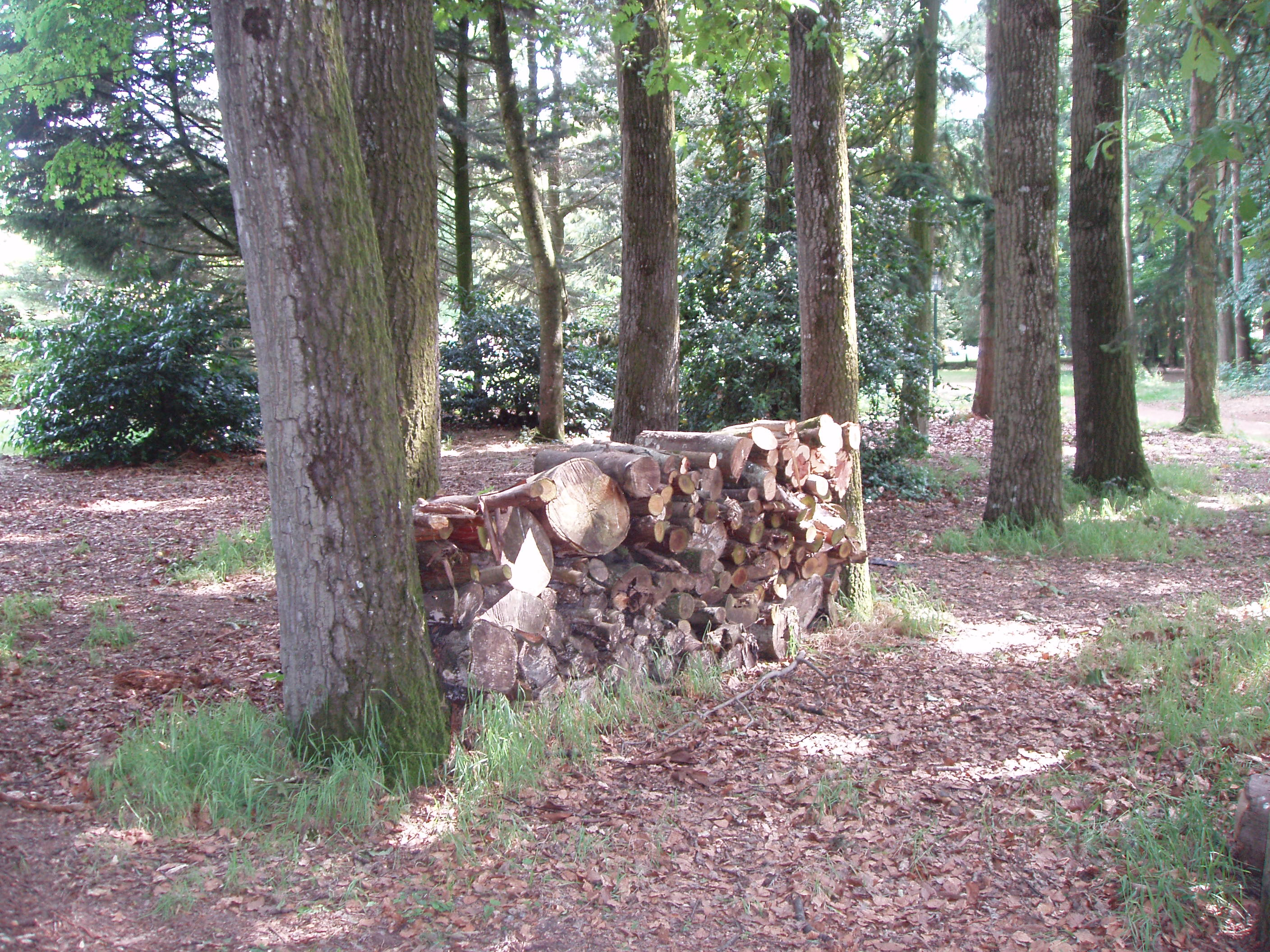
Tas de bois laissé pour se décomposer

## Fréquentation
Le parc est très fréquenté par les habitants de  Vitré et des environs, notamment les week-ends.

## Pratique
L'entrée du site peut se faire :

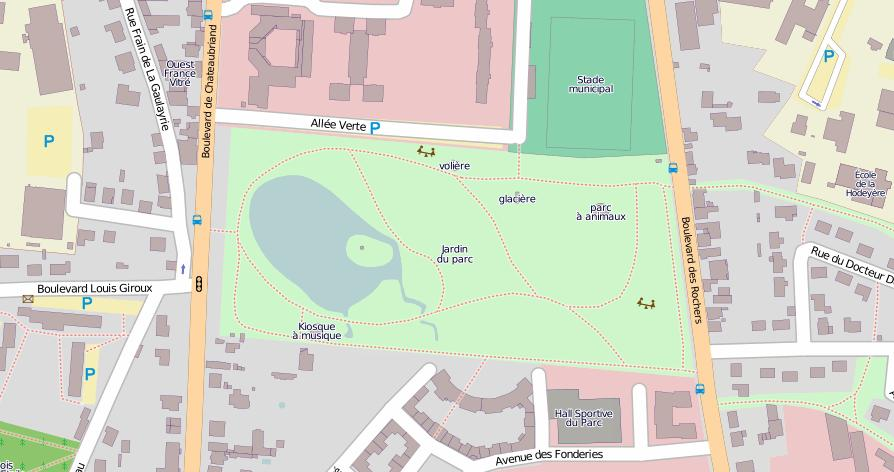
Carte du Jardin parc de Vitré

- Par le Boulevard Châteaubriant, à l’ouest
- Par le Boulevard des Rochers, à l’est
- Par l’allée verte, au nord
- Par l’avenue des  Fonderies, au sud

L'entrée au parc floral est gratuite, toute l’année et à toute heure.